# Маргерита I (Кротоне)
Маргерита I је насеље у Италији у округу Кротоне, региону Калабрија.
Према процени из 2011. у насељу је живело 269 становника. Насеље се налази на надморској висини од 40 м.